# Микрометар
Микрометар (симбол μm) или микрон је јединица мере у метарском систему, милионити део метра и око 0,000039 инча.
Често се користи за мерење таласне дужине инфрацрвеног зрачења, као и ћелија и бактерија у биологији.